# Nesithmysus bridwelli
Nesithmysus bridwelli är en skalbaggsart som beskrevs av Perkins 1920. Nesithmysus bridwelli ingår i släktet Nesithmysus och familjen långhorningar. Inga underarter finns listade i Catalogue of Life.